# Horton River (Amundsen-Golf)
Der Horton River ist ein 618 km langer Zufluss des Amundsen-Golfs in den Nordwest-Territorien im Norden Kanadas.

## Verlauf des Flusses
Der Fluss hat seinen Ursprung in einem kleinen See etwa 100 km nördlich des Dease Arm, einer Bucht des Großen Bärensees. Er durchfließt die Smoking Hills und mündet östlich von Cape Bathurst in die Franklin Bay und den Amundsen-Golf. Dort bildet er ein kleines Flussdelta, etwa 125 km nordwestlich der Gemeinde Paulatuk. Die Mündung lag um 1800 noch 100 km nördlich von seiner heutigen Lage, an der Harrowby Bay auf der Westseite von Cape Bathurst. Ein Mäander-Arm erodierte sein Umland und führte so zur Umlenkung des Flusses.

## Namensgebung
1826 erkundete die östliche Gruppe der zweiten Polarexpedition von John Franklin unter dem Kommando von John Richardson die Franklin Bay und benannte den Fluss nach Robert Wilmot-Horton (1784–1841), der damalige Under-Secretary of State for War and the Colonies.